# Pingasa munita
Pingasa munita är en fjärilsart som beskrevs av T.P. Lucas 1901. Pingasa munita ingår i släktet Pingasa och familjen mätare. Inga underarter finns listade i Catalogue of Life.